# محمدرضا علیمردانی
محمدرضا علیمردانی (زاده ۱۱ خرداد ۱۳۵۵) صداپیشه، بازیگر، خواننده،ترانه سرا  و مجری ایرانی است. او دارای مدرک کارشناسی تئاتر، نمایش و بازیگری است و به عنوان صداپیشه در بسیاری از پویانمایی‌ها نیز فعالیت داشته است. او یکی از اعضای انجمن گویندگان جوان بود.

## زندگی شخصی
محمدرضا علیمردانی در ۱۱ خرداد ۱۳۵۵ در یک خانواده پرجمعیت زاده شد. او اصالتاً تنکابنی است و چهار خواهر و یک برادر دارد. خانواده او مخالفت زیادی با ورودش به دنیای هنر داشتند و حدود چهار سال به صورت پنهانی در تئاتر کار می‌کرد و آنها گمان می‌کردند که به کتابخانه یا باشگاه ورزشی می‌رود. سال ۱۳۷۰ زمانی که مشکل ناهنجاری‌های صدای علیمردانی تا حدودی حل شده بود به همراه یکی از دوستانش به نام مجید آقاکریمی وارد کلاس‌های کانون فرهنگی تربیتی حر در میدان راه‌آهن شد و دوره‌های بازیگری را زیر نظر سید جواد هاشمی گذراند.
دیرین دیرین یکی از معروف‌ترین کارهای صداپیشگی علیمردانی است که این مجموعه مشکلات اجتماعی، اقتصادی و… را محوریت قرار داده است. در تاریخ ۱۸ مرداد ۱۴۰۱، پس از خداحافظی کارگردان این مجموعه، علی درخشی، علیمردانی نیز خداحافظی خود را با این مجموعه اعلام کرد.

## بیماری حنجره
علیمردانی از بدو تولد دچار بیماری ارثی لارنژیت بوده و تا ۱۴ سالگی توان حرف زدن نداشته است. خود او در این باره گفت درحالی که پزشکان از درمان او ناامید شده بودند، با مطالعه سرگذشت مشابه یک قاری مصری با یک درمان سنتی مصری آشنا می‌شود و بعد از یک ماه سکوت مطلق و تمرینات دیگر، پس از شش ماه، درمان  می‌شود. نام این تمرینات از طبیب سینوهه تمرینات فوسه بوده و یک قاری مصری نیز از ان بهره گرفته بوده علیمردانی از حدود سال ۱۳۸۰ به صورت حرفه‌ای وارد عرصه دوبله شد و با خواندن نریشن و صدای عروسک آهسته آهسته وارد حوزه صدا شد و به سمت و سوی دوبله رفت.

## فعالیت بازیگری
علیمردانی فعالیت هنری خود را با بازیگری آغاز کرده است و تاکنون در بیش از ۴۰ کار تصویری حضور داشته است.
| سال تولید | نام مجموعه          | نام کارگردان                |
| --------- | ------------------- | --------------------------- |
| ۱۳۷۵      | صد سال به این سال‌ها | مهدی رسولی                  |
| ۱۳۷۵      | نوروز ۷۶            | داریوش کاردان               |
| ۱۳۸۲      | آشتی‌کنان            | مجید صالحی                  |
| ۱۳۸۴      | پای پیاده           | اصغر توسلی                  |
| ۱۳۸۵      | روز رفتن            | جواد افشار                  |
| ۱۳۸۶      | گل یا پوچ           | جواد افشار                  |
| ۱۳۸۷      | مأمور بدرقه         | سعید سلطانی                 |
| ۱۳۹۱      | روز روشن            | حسین شهابی                  |
| ۱۳۹۱      | حراج                | حسین شهابی                  |
| ۱۳۹۲      | فردا                | مهدی پاکدل و ایمان افشاریان |
| ۱۳۹۴      | هفت ماهگی           | هاتف علیمردانی              |
| ۱۳۹۴      | پایتخت۴             | سیروس مقدم                  |
| ۱۳۹۵      | قرعه                | برزو نیک‌نژاد                |
| ۱۴۰۰      | نمور                | داوود بیدل                  |
| ۱۴۰۲      | آیانه               | کریم رجبی                   |
| ۱۴۰۲      | خرچنگ               | مصطفی شایسته                |
| ۱۴۰۲      | آقای زالو           | مهران احمدی                 |

| نام سریال     | کارگردان            | سال       | سمت                 |
| ------------- | ------------------- | --------- | ------------------- |
| شب‌های مافیا   | سعید ابوطالب        | ۱۳۹۹      | مجری                |
| شام ایرانی    | سعید ابوطالب        | ۱۳۹۹      | میزبان و شرکت کننده |
| قبله عالم     | حامد محمدی          | ۱۴۰۰      | راوی                |
| نارگیل        | سید ابراهیم عامریان | ۱۴۰۰      | صداپیشه             |
| سودا          | ایمان یزدی          | ۱۴۰۰      | بازیگر              |
| پدر گواردیولا | سعید نعمت‌الله       | ۱۴۰۱      | بازیگر              |
| ناتو          | مهدی صفی‌یاری        | ۱۴۰۲      | مجری                |
| جوکر          | احسان علیخانی       | ۱۴۰۳_۱۴۰۰ | شرکت کننده          |

## فعالیت خوانندگی
علیمردانی تاکنون تیتراژ مجموعه‌های انقلاب زیبا، جهل مرکب، نهنگ عنبر ۲ (جان من و جان تو)، ساخت ایران ۲ و دینامیت، «مجموعه طنز تلویزیونی جورچین شبکه نسیم» جشن رمضان (خانه‌ات مهمانم)، کامیون، از قسمت ۲۳ تا ۲۷ شب‌های مافیا (مافیا) و تیتراژ پایانی فینال رئالیتی شوی «جوکر» را خوانده است.
عده‌ای قطعهٔ «احوال تلخم» از وی را که تیتراژ مجموعه انقلاب زیبا بود را با صدای محسن چاوشی اشتباه گرفتند.
محمدرضا علیمردانی در برخی از آثارش ترانه سرایی بر عهده خودش بوده است.

## فعالیت اجرا
- چهل تیکه (۱۳۹۸–۱۳۹۹)
- شب‌های مافیا (۱۳۹۹)
- ناتو (۱۴۰۲-تااکنون)
- انجمن اشباح (۱۴۰۴)

## صداپیشگی
وی تاکنون به عنوان صداپیشه به جای بسیاری از شخصیت‌های مطرح کارتونی و سینمایی ایفای نقش کرده است که از این بین می‌توان به صداپیشگی شخصیت شرک در مجموعه انیمیشن‌های شرک، صداپیشگی شخصیت دیگو در مجموعه انیمیشن‌های عصر یخبندان، صداپیشگی شخصیت سالیوان در انیمیشن شرکت هیولاها، صداپیشگی شخصیت ایان در انیمیشن فصل شکار و صداپیشگی شخصیت تختی در فیلم غلامرضا تختی (فیلم) (محصول ۱۳۹۷)، صداپیشگی نقش شیطان در مجموعه تلویزیونی سقوط یک فرشته، راوی انیمیشن‌های حیات وحش و دیرین دیرین و پویانمایی گورداله و پندانه و نقش قیطون خان در برنامه کودک و نوجوان رنگین کمان (شبکهٔ تهران) اشاره کرد. وی همچنین مدیر دوبلاژ انیمیشن رستم و سهراب و صداپیشه نقش رستم، نیز بوده است.
| عنوان                           | نقش                        | سال                   | استودیوی دوبلاژ     |
| ------------------------------- | -------------------------- | --------------------- | ------------------- |
| سربازان آسمانی                  | _                          | ۲۰۰۳                  | انجمن گویندگان جوان |
| مورچه‌ای به نام زی               |                            | ۱۹۹۸                  | انجمن گویندگان جوان |
| شرک ۲                           | شرک                        | ۲۰۰۴                  | انجمن گویندگان جوان |
| شرک ۳                           | شرک                        | ۲۰۰۷                  | انجمن گویندگان جوان |
| بامبی ۲                         | پدر بامبی                  | ۱۹۴۲                  | انجمن گویندگان جوان |
| خرس برادر                       | _                          | ۲۰۰۳                  | انجمن گویندگان جوان |
| خرس برادر ۲                     | _                          | ۲۰۰۶                  | انجمن گویندگان جوان |
| رئیس مزرعه                      | بن                         | ۲۰۰۶                  | انجمن گویندگان جوان |
| بتمن و راز زن خفاشی             | _                          | _                     | _                   |
| بتمن و دراکولا                  | _                          | _                     | _                   |
| بتمن و آقای فریز                | _                          | _                     | _                   |
| جورج کنجکاو                     | _                          | ۲۰۰۶                  | گلوری               |
| کسپر و کریسمس متروکه            | _                          | ۲۰۰۰                  | گلوری               |
| جوجه کوچولو                     | _                          | ۲۰۰۵                  | گلوری               |
| بازگشت به گایا                  | _                          | ۲۰۰۴                  | _                   |
| عروس مرده                       | پدر ویکتور، کشیش           | ۲۰۰۵                  | گلوری               |
| فصل شکار                        | ایان                       | ۲۰۰۶                  | گلوری               |
| قلعه متحرک هاول                 | _                          | ۲۰۰۴                  | گلوری               |
| آستریکس و وایکینگ‌ها             | _                          | ۲۰۰۶                  | _                   |
| روگرت‌ها و راز بقا               | _                          | ۲۰۰۳                  | _                   |
| دنیای وحش                       | سمپسون                     | ۲۰۰۶                  | گلوری               |
| آن سوی پرچین                    | وینسنت                     | ۲۰۰۶                  | گلوری               |
| خانه هیولا                      | _                          | ۲۰۰۶                  | گلوری               |
| گارفیلد                         | لوکا                       | ۲۰۰۴                  | گلوری               |
| گارفیلد ۲                       | لرد دارگیس - خرگوش         | ۲۰۰۶                  | گلوری               |
| شمشیر اژدها                     | _                          | ۲۰۰۵                  | _                   |
| افسانه السید                    | _                          | ۲۰۰۳                  | گلوری               |
| قهرمان کوچک                     | _                          | ۲۰۰۶                  | گلوری               |
| خانه‌ای در مزرعه                 | _                          | ۲۰۰۴                  | گلوری               |
| شنل قرمزی                       | گرگ                        | ۲۰۰۵                  | گلوری               |
| عصر یخبندان                     | دیگو                       | ۲۰۰۲                  | گلوری               |
| عصر یخبندان ۲                   | دیگو                       | ۲۰۰۶                  | گلوری               |
| عصر یخبندان ۳                   | دیگو                       | ۲۰۰۹                  | موج صدای ایرانیان   |
| عصر یخبندان ۴                   | دیگو                       | ۲۰۱۲                  | آواژه               |
| ریو                             | نایجل                      | ۲۰۱۱                  | آواژه               |
| ریو ۲                           | نایجل                      | ۲۰۱۴                  | آواژه               |
| سرود کریسمس                     | اسکروج                     | ۲۰۰۹                  | کوالیما             |
| گرینچ                           | گرینچ                      | ۲۰۱۸                  |                     |
| کارخانه هیولاها                 | سالیوان، یتی               | ۲۰۰۱                  | گلوری               |
| دانشگاه هیولاها                 | سالیوان                    | ۲۰۱۴                  | آواژه               |
| هیولاها در محل کار              | سالیوان                    | ۲۰۲۱                  | مهبانگ              |
| ابری با احتمال بارش کوفته قلقلی | پدر فلینت                  | ۲۰۰۹                  | کوالیما             |
| روح                             | جو گاردنر                  | ۲۰۲۰                  | مهبانگ              |
| دیرین دیرین                     | همه شخصیت‌ها                | ۱۳۹۴–۱۴۰۱ ۱۴۰۲ _ کنون | مهبانگ، استودیو ناس |
| ماشین‌ها                         | دکتر هادسن                 | ۲۰۰۶                  | گلوری               |
| زندگی جدید امپراتور             | کرانک، پاچا و…             | ۲۰۰۰                  | گلوری، آواژه        |
| المنتال                         | مدیر دوبلاژ، شخصیت‌های فرعی | ۲۰۲۳                  | استودیو بل          |

## حضور در صدا و سیما
وی تا کنون چندین بار در برنامه‌های مختلف صدا و سیما از جمله ماه عسل، خندوانه، رادیو هفت، دورهمی و کودک‌شو حاضر شده است.

## ترانه شناسی

### آلبوم
- به من فرار کن

تک آهنگ
- وقتشه به همراه امین بانی

- جوکر( تیتراژ برنامه جوکر)

- دینامیت(تیتراژ ابتدایی سینمایی دینامیت)

- فال به همراه امین بانی

- روزگار (تیتراژ سریال کامیون)

- جاندار به همراه امین بانی

- میخوامت

- مگه داریم مگه میشه

- نه

- منحنی

- ساخت ایران (تیتراژ سریال ساخت ایران ۲)

- همین الان یهویی

- جان من جان تو( تیتراژ سینمایی نهنگ عنبر ۲)

- مهمون من باش به همراه مازیار فلاحی